# Red Mitchell
Keith Moore Mitchell, detto Red (New York, 20 settembre 1927 – Salem, 8 novembre 1992), è stato un contrabbassista e compositore statunitense di musica jazz.
Ha anche suonato il pianoforte, specialmente agli inizi della carriera prima di volgersi definitivamente al contrabbasso.

## Biografia
Mitchell fu allevato nel New Jersey da due genitori appassionati d'arte. La madre, infatti, amava la poesia e il padre ingegnere prediligeva la musica. Da quest'ultimo il ragazzo fu fortemente influenzato nelle preferenze artistiche, e da giovane scelse di dedicarsi al pianoforte – che studiò per nove anni –, al sax alto e al clarinetto.
Nonostante il bagaglio tecnico acquisito, durante il servizio di leva effettuato in Germania decise di cambiare strumento e si mise a suonare il contrabbasso nella banda militare. Tornato in patria, nei successivi cinque anni ebbe esperienze musicali con Jackie Paris, Mundell Lowe e Charlie Ventura, suonò nelle big band di Chubby Jackson e di Woody Herman e dal 1952 al 1954 fu un componente del Red Norvo Trio, formato dal vibrafonista Red Norvo affiancato da un chitarrista e da un contrabbassista e in cui Mitchell sostituì Charlie Mingus. Successivamente fu membro del Gerry Mulligan Quartet e nel 1954 si stabilì a Los Angeles collaborando negli anni a seguire con un vastissimo numero di musicisti della West Coast fra i quali si ricorda in particolare Hampton Hawes, e suonando col quintetto di Harold Land e con l'orchestra della MGM.
Nel 1968, Red Mitchell si trasferì in Europa, stabilendosi a Stoccolma. Entrò subito nei circoli jazz del Paese scandinavo promuovendo la creazione di formazioni musicali; affiancò diversi jazzisti americani quando questi erano in trasferta nel continente europeo e si dedicò anche all'insegnamento dello strumento avendo Charlie Haden fra i suoi allievi più noti. Negli anni settanta fu in sala di incisione con Lee Konitz, Herb Ellis, Kenny Barron, Hank Jones e tanti altri, guadagnandosi il titolo di uno dei contrabbassisti più attivi nel campo delle registrazioni. Il 1991 lo vide a Mosca assieme a Horace Parlan, e ai primi dell'anno seguente Mitchell decise di ritornare negli USA. Si stabilì a Salem, nell'Oregon, dove trascorse gli ultimi mesi di vita.

## Discografia
- 1954 – Red Norvo Trio [Prestige]
- 1955 – Happy Minor!
- 1955 – Red Mitchell
- 1956 – Jam for Your Bread
- 1957 – Presenting Red Mitchell
- 1957 – Five Brothers
- 1961 – Hear Ye!
- 1961 – Rejoice
- 1969 – One Long String
- 1971 – Red Mitchell Meets Guido Manusardi
- 1973 – Two Way Conversation
- 1976 – Chocolate Cadillac
- 1976 – Blues for a Crushed Soul
- 1979 – Sketches from Bamboo
- 1980 – Home Cookin’
- 1980 – Hot House
- 1982 – When I'm Singing
- 1983 – Simple Isn't Easy
- 1985 – Home Suite
- 1986 – To Duke & Basie
- 1986 – The Red Barron Duo
- 1988 – A Declaration of Interdependence
- 1990 – Trio
- 1992 – Live at Salishan
- 1992 – We All Hope
- 1995 – Live in Stockholm
- 1995 – Evolution
- 1998 – Red Mitchell-Warne Marsh Big Two, Vol. 2
- 2004 – Bass Club
- 2005 – Live at Port Townsend
- 2008 – Stockholm '81[3]